# 天津交通饭店大楼
天津交通饭店大楼原称交通旅馆，建于1928年。坐落于天津法租界杜总领事路（今和平路）与福煦将军路（滨江道）十字路口（今和平区和平路239-243号），与劝业场大楼、惠中饭店大楼和浙江兴业银行大楼隔街相对，目前是天津市和平区文物保护单位和重点保护等级历史风貌建筑。现为圣奥商厦。

## 建筑结构
天津交通饭店大楼由高星桥和清庆亲王载振等人投资，法国建筑师穆勒设计，当时因所处地段位于天津法租界的商业区，交通便利，便取“交通”二字命名该建筑物。天津交通饭店大楼是一座的五层砖混结构法式大楼，局部为六层。大楼的立面布局为直角和矩形相连的几何造型，建筑顶部作通式檐并在西南角设有一座宝塔顶碉楼。建筑一楼和二楼之间装饰有横向外凸线脚，二楼和五楼只见装饰有纵向壁柱，大楼外立面为混水墙面并开券窗。